# Paul Reubens

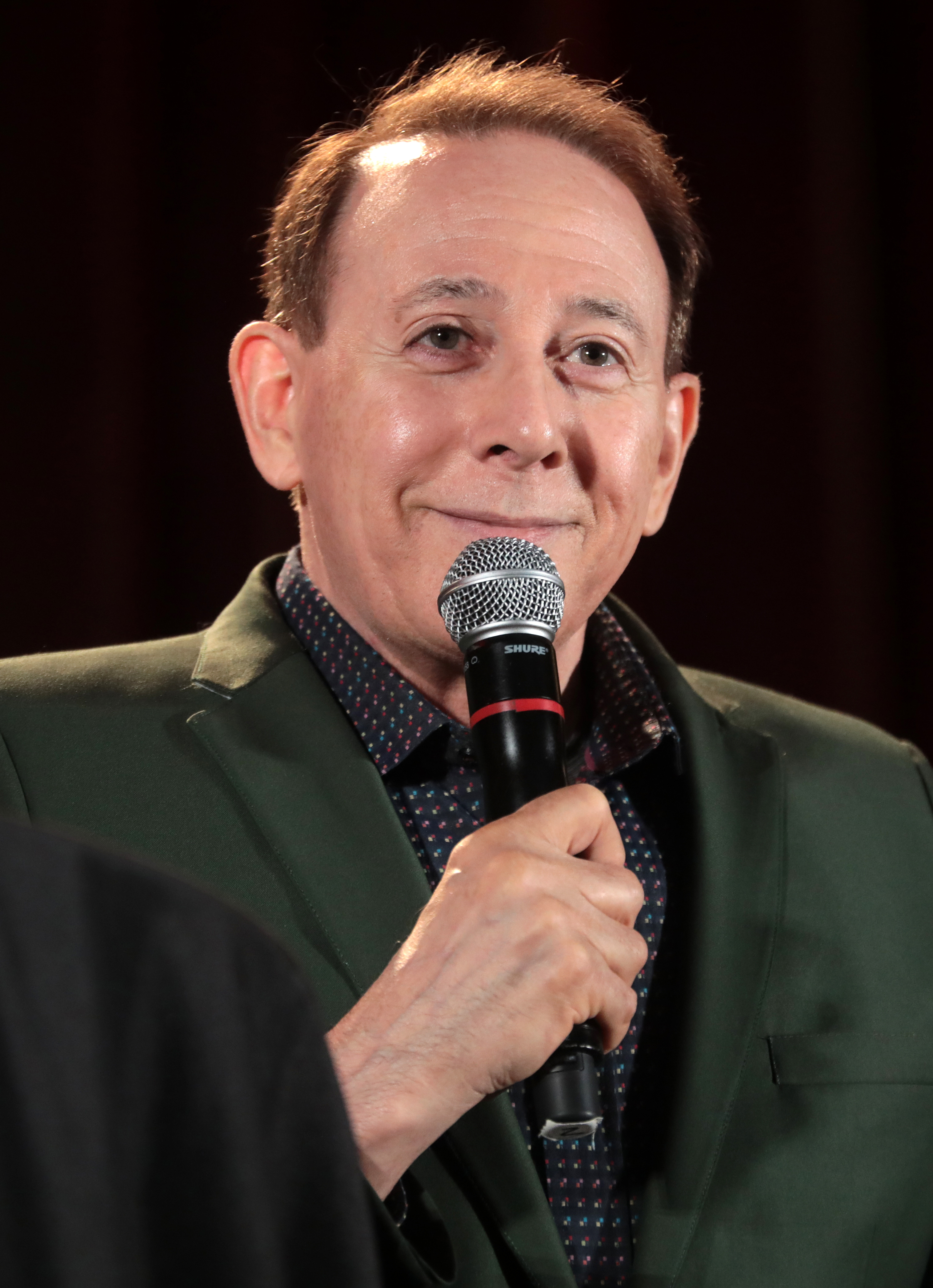
Paul Reubens bei der Fan Fusion in Phoenix, 2019

Paul Reubens (* 27. August 1952 als Paul Rubenfeld in Peekskill, New York; † 30. Juli 2023 in Los Angeles, Kalifornien) war ein US-amerikanischer Schauspieler und Designer, der ab den 1980er-Jahren vor allem durch seine Verkörperung der komödiantischen Figur Pee-Wee Herman bekannt wurde.

## Jugend und Ausbildung
Reubens wuchs in Florida auf, wo seine Eltern einen Laden führten. Er spielte als Kind an einem Theater. Im Jahr 1970 begann er ein Studium an der Boston University, welches er nach einem Jahr abbrach. Reubens zog dann nach Hollywood und studierte am California Institute of the Arts.

## Karriere

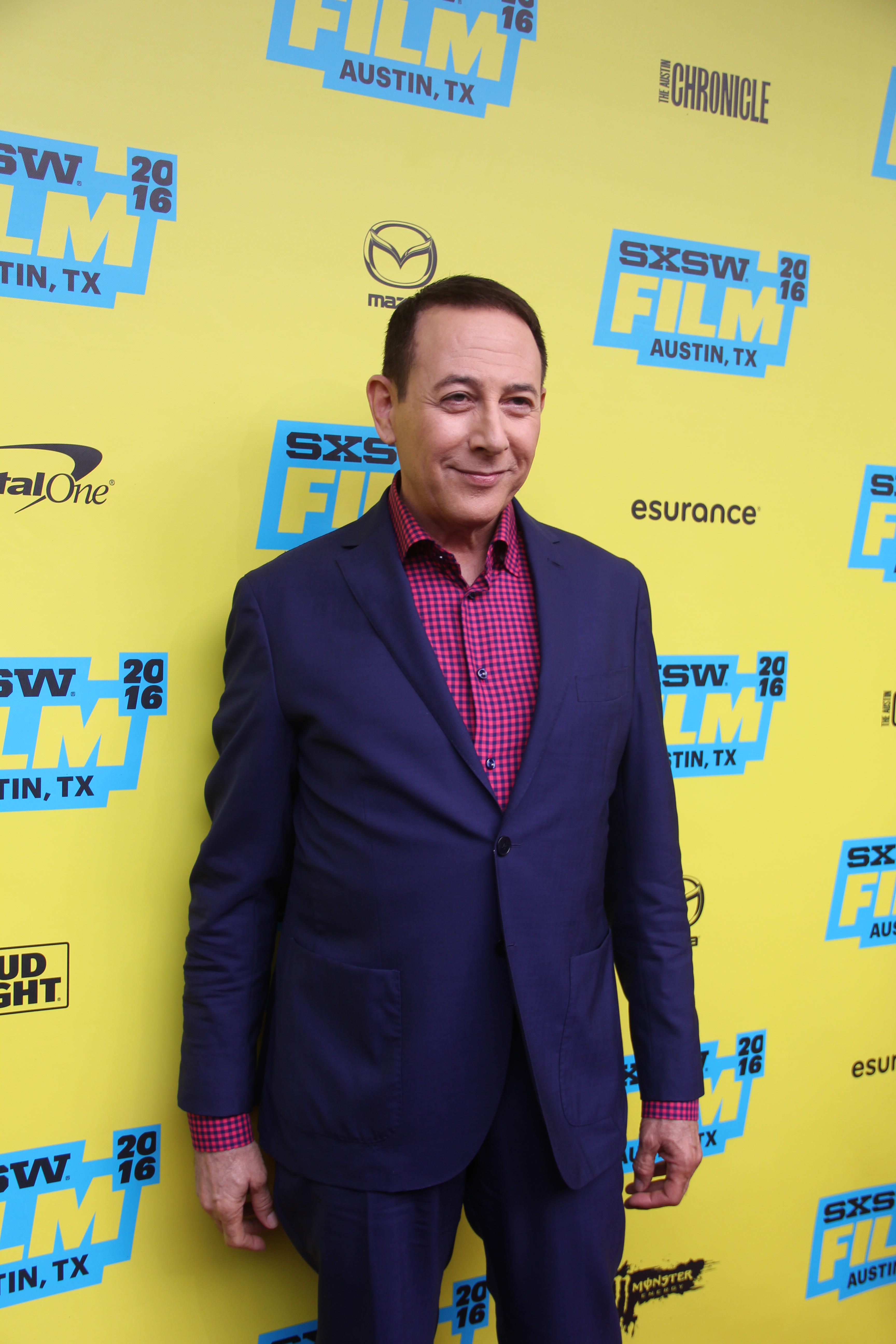
Reubens bei der Premiere von Pee-wee’s Big Holiday in Austin 2016

Als Schauspieler debütierte er an der Seite von John Belushi, Dan Aykroyd und Bill Murray in der Fernsehkomödie Things We Did Last Summer aus dem Jahr 1977. In der Komödie Noch mehr Rauch um überhaupt nichts (1980) spielte er an der Seite von Cheech Marin eine der größeren Rollen. 1985 drehte Tim Burton nach einem Drehbuch von Reubens seinen ersten Langfilm Pee-Wee’s irre Abenteuer, der das 5-fache seiner Entstehungskosten einspielte und zum Kultfilm wurde. In den Jahren 1986 bis 1991 trat Reubens als Pee-wee Herman in der Fernsehserie Pee-wee’s Playhouse auf; außerdem entwarf er Titel, führte Regie und schrieb das Drehbuch einiger Folgen. Als Drehbuchautor wurde er in den Jahren 1987 und 1988 für den Daytime Emmy nominiert; im Jahr 1991 erhielt er zwei Daytime Emmys für das Titeldesign. Im Jahr 1988 wurde die Abenteuerkomödie Manege frei für Pee Wee veröffentlicht, in der Reubens die Hauptrolle übernahm; an seiner Seite spielten unter anderen Penelope Ann Miller, Kris Kristofferson und Valeria Golino.
Im Jahr 1988 erhielt Reubens einen Stern auf dem Hollywood Walk of Fame. Ein Jahr später brachte ihm seine Beteiligung am Produktionsdesign der Fernsehsendung Christmas Special eine Nominierung für den Emmy. Seine Gastrolle in der Fernsehserie Murphy Brown brachte ihm 1995 eine weitere Nominierung für den Emmy. Zu seinen größeren Rollen gehören jene in der Horrorkomödie Buffy – Der Vampir-Killer (1992) und in der Fantasykomödie Mystery Men (1999), in der er neben Hank Azaria, Ben Stiller, William H. Macy, Janeane Garofalo und Greg Kinnear auftrat. In dem Film Pee-wee's Big Holiday trat er 2016 ein letztes Mal in der Rolle des Pee-Wee auf.

## Probleme mit dem Gesetz
Reubens wurde 1991 wegen der Erregung öffentlichen Ärgernisses festgenommen, nachdem er in einem Pornokino masturbiert hatte. Der Fall wurde in dieser Zeit in den Medien breit kommentiert, da das Geschehen wenig zu dem von Reubens dargestellten kindlichen Charakter passen wollte. Der Schauspieler zog sich in der nachfolgenden Zeit für eine Weile aus der Öffentlichkeit zurück. Im Jahr 2001 wurde er wegen Besitzes von Pornografie angeklagt. Bei einem Teil der Fotos soll es sich laut Staatsanwaltschaft um Aufnahmen von Kindern gehandelt haben, allerdings um älteres Material, das zum Zeitpunkt der Veröffentlichung laut Reubens legal war. Der Fall wurde auf „Obszönität“ heruntergestuft und Reubens zu einer Geldstrafe von 135 US-Dollar verurteilt.

## Tod
Reubens starb Ende Juli 2023 knapp zwei Wochen vor Vollendung seines 71. Lebensjahres nach einer sechsjährigen Krebserkrankung.

## Filmografie (Auswahl)
- 1977: Things We Did Last Summer
- 1980: Blues Brothers (The Blues Brothers)
- 1980: Noch mehr Rauch um überhaupt nichts (Cheech & Chong’s Next Movie)
- 1981: Dream On!
- 1981: Cheech & Chongs heiße Träume (Cheech and Chong’s Nice Dreams)
- 1985: Pee-Wee’s irre Abenteuer (Pee-wee’s Big Adventure)
- 1986: Der Flug des Navigators (Flight of the Navigator)
- 1986–1991: Pee-wee’s Playhouse (Fernsehserie)
- 1988: Manege frei für Pee Wee (Big Top Pee-wee)
- 1992: Batmans Rückkehr (Batman Returns)
- 1992: Buffy – Der Vampir-Killer (Buffy the Vampire Slayer)
- 1993: Nightmare Before Christmas (The Nightmare Before Christmas)
- 1996: Dunston – Allein im Hotel (Dunston Checks In)
- 1996: Matilda
- 1997: Buddy – Mein haariger Freund (Buddy)
- 1999: Mystery Men
- 2000: Südlich des Himmels – Westlich der Hölle (South of Heaven, West of Hell)
- 2001: Blow
- 2001: You don’t know Jack[6] (6 Folgen)
- 2006: President Evil (The Tripper)
- 2007: Pushing Daisies (Gastauftritt)
- 2007: 30 Rock (Gastauftritt)
- 2014: The Blacklist (Fernsehserie)
- 2015: Minecraft: Story Mode (Videospiel, Stimme)
- 2015: Liebe ohne Krankenschein (Accidental Love)
- 2016: Pee-wee’s Big Holiday
- 2016: Gotham (Fernsehserie)
- 2016: Call of Duty: Infinite Warfare (Videospiel, Stimme)
- 2017: Minecraft: Story Mode – Staffel 2 (Videospiel, Stimme)
- 2023: Quiz Lady